# Antonio José Valencia
Antonio José Valencia (ur. 5 maja 1925) – boliwijski piłkarz, reprezentant kraju. Uczestnik MŚ 1950, Copa América 1949, Copa América 1953.

## Kariera piłkarska
Karierę piłkarską Antonio Valencia rozpoczął w czterdziestych w klubie Litoral La Paz. Z Litoral zdobył mistrzostwo Boliwii w 1947 roku. W 1949 roku przeszedł do klubu Club Bolívar, w którym grał do 1953 roku. Z Bolivarem dwukrotnie zdobył mistrzostwo Boliwii w 1950 i 1953.

## Kariera reprezentacyjna
Antonio Valencia występował w reprezentacji Boliwii w latach czterdziestych i pięćdziesiątych. W 1949 Copa América 1949, na której Boliwia zajęła czwarte miejsce a Valencia wystąpił we wszystkich siedmiu meczach z Chile, Brazylią, Urugwajem, Ekwadorem, Peru, Paragwajem i Kolumbią. W 1950 wziął udział w mistrzostwach świata, gdzie zagrał w jedynym meczu Boliwii z Urugwajem. W 1953 roku po raz drugi wystąpił w Copa América, na którym Boliwia zajęła szóste miejsce. Na turnieju zagrał tylko w meczu z Brazylią.